# Macropodins
Els macropodins (Macropodinae) són una subfamília de diprotodonts de la família dels macropòdids. Conté totes les espècies vivents de macropòdids tret del ualabi llebre de bandes, a més d'un bon grapat de gèneres extints. La majoria d'espècies d'aquest grup són animals nocturns. La seva distribució original abasta Austràlia, Nova Guinea i illes properes.